# Sildavo
O Sildavo é uma língua fictícia criada pelo escritor e desenhista belga Hergé para o país fictício da Sildávia, que aparece como cenário nas Aventuras de Tintim.  

## Características
NotaTodo o corpo da linguagem tem sido analisada por Mark Rosenfelder e, a sua forma de trabalhar, são a base deste artigo.
Conforme apresentado nos livros de Tintim, o Sildavo assemelha-se a uma língua eslava, devido à sua ortografia. É mais comummente escrito no alfabeto cirílico, embora  acorte real utilize o alfabeto latino. Ele compartilha diversas características ortográficas encontradas em vários idiomas do leste europeu, principalmente o "sz" e "cz" do polaco. No entanto, a linguagem é, claramente, germânica. O seu vocabulário e gramática assemelha-se ao dos holandeses e alemães e tem pouco em comum com as línguas eslavas. A linguagem também parece ter sido influenciado pelo Borduro (outra lingua ficticia criada por Hérge), pelas línguas eslavas e pelo turco. O Sildavo muitas vezes têm nomes de origem eslava, como Wladimir. O prato szlaszeck, que Tintim encontrou, também parece ser um empréstimo (szaszłyk é a palavra polaca para "kebab shish", emprestado por sua vez, ao turco).
As letras Sildavas lembram as letras do alfabeto russo.

## Fonética
Sildavo apresenta uma rica variedade de sons.

## Letras

### Vogais
- a - [a]
- ä - provavelmente [æ] ou [ɛ]
- â - incerto
- e - [e]
- i - [i]
- ï - incerta, mas provavelmente um trema indicando a pronunciar-silábico / i /, em vez de / j /

### Dígrafos
- oe - [ø]
- ou - [ou]
- eu - incerta: talvez a vogal [œ] ou [ø], talvez eu [ditongo] ou [ɛu]. Ele só é visto em uma   palavra: teuïh ("porta").
- ei - [ei]

### Consoantes
- Paragens: b [b], p [p], t [t], d [d], k [k], g [g]
- Fricativas: f [f], w [v], s [s], z [z], sz [ʃ], zs [ʃ], zs [x], gh [ɣ], h [h]
- Africadas: tz [ts], dz [dz], cz [tʃ], dj[dʒ]
- Nasais: m [m], n [n]
- Laterais: l [l]
- Aproximantes: ph [ɸ], v [β], r [r], rz [rʒ]
- Semivogais: j [j]

NotaComo na República Checa, a letra R, pode ser silábica, como visto em nomes como Staszrvitch e Dbrnouk.
Há alguns dígrafos adicionais e trigrafos, incluindo tch (usado em nomes e pronunciada com [tʃ]), CHz (incerto, mas pode ser uma forma alternativa de cz [tʃ]), e th [t]. Estes demonstram que a ortografia latina, tem uma série de irregularidades

## Gramática

### Plurais
- Palavras nativas têm plural com-en: klebczen: - "cães"; fläszen - "garrafas"
- Empréstimos têm plural com-s: zigarettes - "cigarros"

## Artigos Definidos
|      | Masc./Fem. | Neut. | Plural |
| ---- | ---------- | ----- | ------ |
| Nom. | dze        | dascz | dzoe   |
| Acc. | dzem       | dascz | dzoe   |
| Dat. | dze        | dza   | dzem   |
| Gen. | doscz      | doscz | doscz  |

- Singular: a - "a"
- Plural: onegh - "alguns"

## Pronomes

### Pronomes Pessoais
|         | Sub. | Obj. | Poss. |
| ------- | ---- | ---- | ----- |
| 1 sing. | ek   | ma   | mejn  |
| 2 sing. | dûs  | da   | dejn  |
| 3 sing. | eih  | itd  | yhzer |
| 3 sing. | zsoe | irz  | yhzer |
| 1 plur. | vei  | ohmz | ohmz  |
| 2 plur. |      |      |       |
| 3 plur. | zsoe | khon | khon  |

Nota"yhzer" pode ser uma forma flexionada, com o formulário base sendo "YHZ". As formas da segunda pessoa do plural são desconhecidas, e as correspondências de som com holandeses e alemães são irregulares  o suficiente para tornar impossível reconstruir-las, mas uma possibilidade seria "Jei", jou "," öhz ".

### Pronomes Demonstrativos
- czei - esse
- tot - este

## Verbos
Os verbos são fracos ou fortes. A conjugação forte pode ser tomado como segue:
O verbo normalmente segue o objecto:
Ihn dzekhoujchz blaveh! In the car stay! Ihn blaveh dzekhoujchz! Na estadia do carro!
Ek mejn mädjek löw. Ek Löw mädjek mejn. Eu amo a minha namorada.
On sprädj werlagh .. Em werlagh sprädj. Eu quero um pouco de vinho. 

## Advérbios
A maioria dos advérbios tendem a ser idênticos aos adjectivos na forma.
Interjeições

## Interjeições
szplug - um palavrão, talvez equivalente a "maldição". (Não encontrado na edição francesa original, a tradução vem do Inglês). Szplitz na forma szplug-a mais extrema de szplug
Mudanças históricas

## Mudanças históricas
Amostras de Sildavo de apenas dois períodos - o século XIV e o século XX - estão disponíveis para nós. Mas mesmo com uma amostra tão pequena, algumas mudanças podem ser vistas na língua durante um período dos anos 600:
- pho tornou Vuh ("para")

## Texto de exemplo
De um manuscrito do século XIV, "Feitos do Nobre Ottokar IV":
Pir Ottokar, dus pollsz ez könikstz, dan tronn eszt pho mA. Czeillâ czäídâ Ön alpû eltcâr, kzommetz pakkeho lapzâda. Könikstz itd o alpû klöppz Staszrvitchz ö szûbel erom. Dâzsbíck fällta opp o kar. Tradução para Português:
"Pai Ottokar, tu falsamente rei és, o trono é para mim." Este disse assim para o outro: "Venha aproveitar o ceptro." O rei, assim, bateu-lhe, Staszrvitch, em sua cabeça. O bandido caiu no chão."
Mais exemplos
Czesztot em klebcz. - "Isso é um cachorro."
Kzommet micz omhz, gendarmaskaïa dascz noh. - "Vem connosco para a Delegacia de Polícia."
Em fläsz Klowaswa dzapeih vuh ... döszt Eih! - "Uma garrafa de água Klow para esse cara ... Ele está sedento!"
Czesztot nietz wzryzkar em waghabontz! bätczer Czesztot noh kzömmetz yhzer dascz gendarmaskaïa? - "Isso não é certamente um vagabundo! Não é melhor para ele vir para a delegacia de polícia?" (Lit., provavelmente, "É melhor que ele chegue à delegacia de polícia?") 